# Том Дойл
Томас «Том» Дойл (англ. Thomas Doyle, нар. 30 червня 1992, Окленд, Нова Зеландія) — новозеландський футболіст, захисник клубу «Окленд Сіті».

## Клубна кар'єра
У дорослому футболі дебютував 2012 року виступами за команду клубу «Тім Веллінгтон», хоча до того перебував у складі двох клубів — «Окленд Сіті» та «Мірамар Рейнджерс».
До складу клубу «Веллінгтон Фенікс» приєднався 2014 року, де провів п'ять років.
Після короткого вояжу до німецького «Хемніцера» 2019 року, де він провів 6 матчів, Дойл повернувся на батьківщину та підписав контракт з «Окленд Сіті».

## Виступи за збірну
2014 року дебютував в офіційних матчах у складі національної збірної Нової Зеландії. Наразі провів у формі головної команди країни 5 матчів.
У складі збірної був учасником кубка націй ОФК 2016 року у Папуа Новій Гвінеї, здобувши того року титул переможця турніру, розіграшу Кубка конфедерацій 2017 року у Росії.

## Титули і досягнення
- Володар Кубка націй ОФК (1):

Нова Зеландія:  2016